# غراهام كيلي
غراهام كيلي (بالإنجليزية: Graham Kelly)‏ هو لاعب كرة قدم بريطاني، ولد في 23 ديسمبر 1945.